# Euprepiophis
Genre
Euprepiophis est un genre de serpents de la famille des Colubridae.

## Répartition
Les espèces de ce genre se rencontrent de l'Inde à l'Est de la Russie.

## Liste des espèces
Selon The Reptile Database (26 déc. 2011) :
- Euprepiophis conspicillata (Boie, 1826)
- Euprepiophis mandarinus (Cantor, 1842)
- Euprepiophis perlacea (Stejneger, 1929)

## Taxinomie
Ce genre contient des espèces provenant au départ des genres Coluber et Elaphe.

## Publication originale
- Fitzinger, 1843 : Systema Reptilium, fasciculus primus, Amblyglossae. Braumüller et Seidel, Wien, p. 1-106 (texte intégral).